# 法蘭克福博物館岸
法蘭克福博物館岸（德語：Museumsufer）是位於德國城市法蘭克福舊城區的一個博物館集中的地區。法蘭克福博物館岸包括了施泰德藝術館、法蘭克福應用藝術博物館等美術館，是法蘭克福的主要觀光景點。

## 外部連結
- Museumsufer information （页面存档备份，存于）

50°06′22″N 8°40′43″E / 50.10611°N 8.67861°E